# Obraz Matki Bożej Pocieszenia (Kęty)
Obraz Matki Bożej Pocieszenia z Kęt – obraz znajduje się w Sanktuarium Matki Bożej Pocieszenia w Kętach.

## Historia obrazu
Pochodzenie obrazu nie jest dobrze znane, czas jego powstania określa się na lata 1460–1470. Pod koniec XV wieku w kęckim kościele było wiele obrazów Matki Bożej. Ten był wyróżniany i określany jako imago sacra gratiosa. Z informacji z 1644 wiemy, że obraz był otoczona czcią o czym świadczyły liczne wota. Ocalał z najazdu szwedzkiego oraz pożaru kościoła w 1657. W 1664 odbyła się konsekracja odbudowanego kościoła i obraz uznany został za cudowny przez biskupa Mikołaja Oborskiego. W 1746 został udekorowany pozłacaną srebrną sukienką, koroną i lampką, która płonęła przed obrazem. W 1968 dokonano gruntownej restauracji obrazu i przywrócono mu pierwotny gotycki charakter. Przed koronacją obraz przemalowano i pozłocono. W marcu 2017 powrócił z pracowni konserwacyjnej, gdzie zostały usunięte przemalowania oraz połączono deski, na których jest namalowany.

## Opis obrazu
Obraz został namalowany temperą na gruncie kredowym na trzech lipowych deskach o wymiarach 68 x 113 cm przez nieznanego artystę. Wizerunek posiada cechy ikony gotyckiej. Przedstawia Maryję trzymającą Dziecię na lewej ręce, a prawą wskazuje na Jezusa, który prawą ręką błogosławi, w lewej zaś trzyma zamkniętą księgę. Maryja ma suknię koloru bordowego i okryta jest płaszczem w odcieniu zielonym spiętym rozetą. Płaszcz Maryi oraz szata Jezusa będąca również zielona, oblamowane są złotym pasem.

## Koronacja obrazu
W 1984 rozpoczęto starania i przygotowania do koronacji obrazu. Uroczystość odbyła się 18 września 1988, przewodniczył jej kard. Franciszek Macharski przy udziale wielu biskupów oraz tysiącach wiernych.

## Kult obrazu
Najstarsze zachowane zapisy pochodzą z 1644 z wizytacji parafii przez archidiakona krakowskiego Jana Tarnowskiego. W 1658 biskup Oborski zanotował 52 cenne wota i kosztowności. W 1627 powstało bractwo Różańcowe, a w 1631 ówczesny proboszcz wprowadził sobotnie nabożeństwo maryjne z procesją jako dziękczynienie za ocalenie od zarazy. Wizytacje parafii w latach 1644, 1658, 1709 i 1748 potwierdzały cudowny charakter obrazu.
Król Jan III Sobieski w drodze pod Wiedeń miał postój w Kętach i modlił się przed cudownym obrazem. Podobnie księżę Józef Poniatowski w 1813 w drodze na bitwę pod Lipskiem modlił się w przed wizerunkiem Maryi. Na początku XX wieku przez sześć tygodni przebywał tu Józef Piłsudski.